# Dančulovići
Dančulovići falu Horvátországban, a Károlyváros megyében. Közigazgatásilag Ozalyhoz tartozik.

## Fekvése
Károlyvárostól 27 km-re, községközpontjától 12 km-re északnyugatra a Zsumberki-hegységben a szlovén határ közelében fekszik.

## Története
Nevét egykori birtokosáról a Dančulović családról kapta. A falunak 1857-ben 154, 1910-ben 162 lakosa volt. A trianoni békeszerződésig Zágráb vármegye Jaskai járásához tartozott. 2011-ben 18 lakosa volt. A kašti Szent Antal plébánia filiája.

## Lakosság
| Lakosság változása | Lakosság változása | Lakosság változása | Lakosság változása | Lakosság változása | Lakosság változása | Lakosság változása | Lakosság változása | Lakosság változása | Lakosság változása | Lakosság változása | Lakosság változása | Lakosság változása | Lakosság változása | Lakosság változása | Lakosság változása |
| ------------------ | ------------------ | ------------------ | ------------------ | ------------------ | ------------------ | ------------------ | ------------------ | ------------------ | ------------------ | ------------------ | ------------------ | ------------------ | ------------------ | ------------------ | ------------------ |
| 1857               | 1869               | 1880               | 1890               | 1900               | 1910               | 1921               | 1931               | 1948               | 1953               | 1961               | 1971               | 1981               | 1991               | 2001               | 2011               |
| 154                | 167                | 200                | 218                | 195                | 162                | 155                | 181                | 183                | 161                | 129                | 102                | 60                 | 38                 | 42                 | 18                 |

## Nevezetességei
A Szentlélek tiszteletére szentelt görögkatolikus kápolnája.